# Хайнрих фон Плауен
Хайнрих Стари фон Плауен (на немски: Heinrich der Ältere von Plauen) е двадесет и седмият Велик магистър на рицарите от Тевтонския орден.